# Джек (фильм, 1996)
«Джек» (англ. Jack) — американская комедийная драма. Фильм вышел в прокат в Соединенных Штатах 9 августа 1996 года. Фильм получил негативные отзывы критиков и собрал 78 миллионов долларов при бюджете в 45 миллионов долларов.

## Сюжет
Десятилетний школьник Джек (Робин Уильямс) болеет необычным заболеванием, из-за которого мальчик внешне выглядит как взрослый мужчина. Но в душе Джек все равно остается ребёнком. Мальчик ощущает от этого сильный дискомфорт и переживает непонимания в отношениях со сверстниками. Мама Джека часто пытается утешить мальчика, играя с ним. После того как мальчик находит настоящих друзей, он уже меньше переживает все трудности подростковой жизни.

## В ролях
| Актёр            | Роль                    |
| ---------------- | ----------------------- |
| Робин Уильямс    | Джек Пауэлл             |
| Дайан Лейн       | Карен Пауэлл            |
| Брайан Кервин    | Брайан Пауэлл           |
| Дженнифер Лопес  | мисс Маркес             |
| Фрэн Дрешер      | Долорес "Ди Ди" Дуранте |
| Билл Косби       | Лоуренс Вудрафф         |
| Джереми Леллиотт | Джонни Даффер           |
| Майкл Маккин     | Поли                    |
| Эллисон Уитбек   | Люси                    |

## Отзывы
Фильм получил отрицательные отзывы кинокритиков. На сайте Rotten Tomatoes у фильма 17 % положительных рецензий из 30. На Metacritic — 31 баллов из 100 на основе 14 рецензий. Роджер Эберт оценил фильм в 1,5 звезды из 4-х.